# Sundskär, Raseborg
För andra betydelser, se Sundskär (olika betydelser).
Sundskär är en ö i Finland. Den ligger i Finska viken och i kommunen Raseborg i den ekonomiska regionen  Raseborg i landskapet Nyland, i den södra delen av landet. Ön ligger omkring 80 kilometer väster om Helsingfors.
Öns area är 5 hektar och dess största längd är 440 meter i nord-sydlig riktning. Ön höjer sig omkring 15 meter över havsytan.